# Georg Wilhelm Bartholdy
Georg Wilhelm Bartholdy (ur. 27 sierpnia 1765 w Kołobrzegu, zm. 26 maja 1815 w Szczecinie) – niemiecki pedagog i publicysta.

## Życiorys
Ukończył studia na uniwersytecie w Halle oraz seminarium nauczycielskie w Berlinie. Od 1790 roku uczył w gimnazjum w Berlinie, następnie od 1797 roku w gimnazjum w Szczecinie. Wykładał matematykę i fizykę, pełnił też funkcję radcy szkolnego. Był autorem prac z dziedziny pedagogiki oraz publikacji historycznych i politycznych, m.in. Über gesellschaftliches Elend (1787). Wydawał tygodniki „Wöchentliche Unterhaltungen über die Charakteristik der Menschheit” i „Journal für Gemeingeis”.